# Ja tego nie przeżyję!
Ja tego nie przeżyję! (ang. I Think I’ll Just Curl Up and Die!) – druga część przygód pięciorga nastolatków z Leehampton. Książka została wydana po raz pierwszy przez Piccadilly Press Ltd. 26 października 1995 roku.

## Treść
Po wakacjach Chelsea, Jemma, Sumitha I Laura spotykają się w domu Jemmy, aby porozmawiać o tym, co robiły w lecie. Chelsea opowiada koleżankom o Juanie – chłopaku, którego poznała w Hiszpanii. Zaimponowała koleżankom, ale zmieniły zdanie, gdy dowiedziały się, że oczekiwał on od Chelsea “dowodu miłości”. Sumitha opowiedziała o swoim chłopaku – Bilu Chakrabarti. Poznała go w Kalkucie, w trakcie wizyty u dziadków. Laura mówi koleżankom, że nie mogła znieść obecności Betsy na wakacjach, a Jemma opowiada o tygodniu spędzonym w Paryżu.
Jon nie może się zdecydować, która dziewczyna jest lepsza – Laura czy Sumitha. Postanawia zaproponować Sumitcie chodzenie ze sobą. Gdy spotykają się na imprezie w „Enklawie”, zauważa on, że Sumitha chodzi z Bilu, którego Jon nienawidzi. Po wyjściu Sumithy z klubu, Jon tańczy z Laurą.
Ojciec Jona zrozumiał, że jego syn nie chce studiować prawa, ale teraz przedstawia go jako „przyszłego najlepszego karykaturzystę”. Ale nie jest to powód jego złości. Anona prawdopodobnie zakochała się w koledze ze studio – Vernonie. Jon pyta ją wprost, czy zdradza tatę, ale ona zaprzecza. Wyjaśnia mu, że nawet gdyby była zakochana w koledze, to nie mogłaby z nim być, bo jest on gejem.
Jemma idzie do klubu golfowego ze swoją rodzinę. Poznaje tam Ruperta Kentigan-Fry’a. Jest ona bardzo zdziwiona, gdy Rupert mówi jej, że jest śliczna. Następnie spotykają się na 18. urodzinach jego siostry. Jemma jest bardzo zażenowana, bo wszyscy uważają, że jest nic niewarta, bo chodzi do publicznej szkoły. Rupert zabiera ją do oranżerii, gdzie tańczą. Potem zaczyna ją macać, a ona ze wściekłości uderza go w twarz. Chłopak wyjaśnia jej, dlaczego to zrobił, a potem prosi o pocałunek. Przed świętami Lee Hill wystawia sztukę pt. „Oliver”, w której Jemma gra Nancy. Po przedstawieniu Rob chce, aby Jemma została jego dziewczyną.
Mama Laury jest w ciąży. Laura jest niezadowolona z tego, bo ojcem jest Melvyn, który chce zamieszkać z nią i Ruth. Dziewczyna ucieka z domu, aby zamieszkać z ojcem i Betsy. Ale Betsy mówi jej, aby wracała do domu, bo jej matka się martwi. Jej tata mówi to samo i wściekła Laura wraca do domu.
Laura chce pofarbować swoje rude włosy, bo Jon powiedział jej, że brunetki są wyraziste. Jemma pomaga jej. Ale czarna na pudełku farba okazuje się zieloną na włosach Laury. Płacze przez cały wieczór, a Melvyn zauważa czarne plamy na ręcznikach. Płaci za fryzjera, a Laura zaczyna go lubić. Zgadza się ona na wspólną przeprowadzkę do Berrydale.
Sumitha jest zakochana w Bilu Chakrabarti. Jej ojciec uważa, że jest on najlepszym chłopakiem dla Sumithy. Ale Chitrita Banerji nie jest z tego zadowolona. Jakiś czas po imprezie Bilu zaprasza Sumithę na prywatkę u jego kumpla. Sumitha zgadza się, a Bilu mówi jej rodzicom, że idą do galerii sztuki hinduskiej. W trakcie imprezy, Sumitha pije alkohol, Po tym, jak Bilu idzie kupić jej szklankę coli, Giles kupuje jej kolejnego drinka i dosypuje do niego narkotyku. Po wypiciu tego Sumitha wymiotuje. Bilu zabiera ją do domu, ale zostawia na stacji benzynowej, gdy dziewczyna mówi mu, że zadzwoniła po swoich rodziców. Dziewczyna mdleje, gdy przejeżdżają. Po tym wszystkim Bilu ma zakaz wstępu do domu Sumithy, a jej ojciec przeprasza ją za to, że uważał, iż wszystko co hinduskie jest lepsze.

## Bohaterowie
- Chelsea Gee – piętnastolatka, która uważa, że jej matka ubiera się zbyt śmiało, jak na swój wiek. Podoba jej się kolega Jona, Rob. Chce zostać weterynarzem. Rob zrywa z nią, ale zakochuje się ona w koledze swojego brata.
- Barry Gee – ojciec Chelsea, Warwicka i Genevy. Mąż Ginny. Uwielbia eksperymentować z potrawami, ale najczęściej nikt nie chce jeść, tego co ugotuje. Występuje w programie Szef kuchni, pracuje na Autobarze, z którego sprzedaje zupę.
- Ginny Gee – mama Chelsea, Warwicka i Genevy. Żona Barry’ego. Jest dziennikarką Echa Leehampton i prowadzi czasami program „Mam już dość”. Chelsea często się za nią wstydzi, ale bez powodu.
- Jemma Farrant – czternastolatka, córka Claire i Andrew. Mama ubiera ją, jak dziecko z przedszkola. Uważa, że przez to wszyscy uważają ją za małe bobo. Na szczęście przekonuje mamę, żeby kupowała jej ciuchy w butikach. Chce zostać aktorką.
- Claire Farrant – mama Jemmy. Uważa, że jej córka jest mała dziewczynką, nie może pogodzić się z tym, że dorasta. Ubiera Jemmę, jakby była przedszkolaczkiem. Oczy otworzył jej dopiero Andrew, jej mąż, który powiedział, że jeżeli nie przestanie traktować Jemmy w ten sposób, to ją straci.
- Andrew Farrant – ojciec Jemmy.
- Sumitha Banerji – córka Rajiva i Chitrity. Nie może znieść faktu, że jej ojciec nie pozwala jej na imprezy, makijaż i chłopaków. Buntuje się przeciwko niemu ścinając włosy i ostatecznie ojciec się z nią zgadza. Podoba jej się Jon. Chce zostać prezenterką MTV.
- Chitrita Banerji – mama Sumithy.
- Rajiv Banerji – ojciec Sumithy. Uważa, że córka powinna żyć według bengalskich tradycji, mimo iż żyje daleko od Indii. Pochwala to, że jego córka chodzi z Bilu.
- Sandeep Banerji – młodszy brat Sumithy.
- Laura Turnbull – rudowłosa, czternastoletnia dziewczyna. Jej rodzice się rozwiedli i uważa, że to dowód, że jej nie kochają. Podoba jej się Jon, o co robi wyrzuty Sumithcie. Chce zostać powieściopisarką.
- Ruth Turnbull – mama Laury. Spotyka się z Melvynem, którego jej córka uważa za „obleśnego typka”.
- Peter Turnbull – ojciec Laury. Mieszka z Betsy, której Laura nie akceptuje, tak samo jak Melvyna.
- Jonathan Joseph – licealista, który chodzi do Bellborough Court. Zakochany w Sumithcie.
- Anona Joseph – mama Jona. Uważa, że syn powinien sam wybrać, co chce robić w życiu. Jest uzdolniona plastycznie i chce studiować dekorację wnętrz.
- Henry Joseph – ojciec Jona. Chce, aby jego syn poszedł na uniwersytet, ponieważ była to jego ambicja, a chce żeby ktoś ją spełnił.
- Melvyn McCrouch – chłopak Ruth Turnbull.
- Rob Antell – chłopak Chelsea. Zrywa z nią i zaczyna interesować się Jemmą.
- Rupert Kentigan-Fry – chłopak zakochany w Jemmie.
- Bilu Chakrabarti – chłopak Sumithy. Jest dwulicowy, potrafił oszukać ojca Sumithy. Przez niego Sumitha wracała do domu pijana.
- Vernon – kolega Anony ze studiów. Jest gejem.
- Amanda Fincham – dziewczyna, która podkochiwała się w Robie i próbowała go zabrać Chelsea, jednak Rob kazał jej się odczepić.
- Gay Griffiths – Amerykanin, kolega Warwicka. Chelsea się w nim podkochuje.